# ایوانز سولیگو
ایوانز سولیگو (انگلیسی: Evans Soligo؛ زادهٔ ۱۴ ژانویهٔ ۱۹۷۹) بازیکن فوتبال اهل ایتالیا است.
از باشگاه‌هایی که در آن بازی کرده‌است می‌توان به باشگاه فوتبال هلاس ورونا، باشگاه فوتبال سالرنیتانا، باشگاه فوتبال ونتزیا، باشگاه فوتبال تریستیانا، باشگاه فوتبال آ. ث. لومتزانه، باشگاه فوتبال ویچنزا، باشگاه فوتبال پالرمو، و باشگاه فوتبال اسپال اشاره کرد.